# محمد بن علي بن عبد الله آل ثاني
ولد الشيخ محمد بن علي بن عبد الله آل ثاني عام 1922م.

## سيرته
كان كريمًا حليمًا، محبّا للناس فأحبوه، تواضع لهم فرفعوه، ذاع صيته في الكرم؛ حتى كان الزائر إلى قطر يقصد مجلسه مما سمعه عنه، فيلقى كل ترحاب وتقدير.
كان دائم السفر والرفقة لأبيه الشيخ علي بن عبد الله آل ثاني، ومنها أنه رافقه لزيارة مصر عام 1954م، فأهداه رئيس الجمهورية جمال عبد الناصر وسام الاستحقاق من الطبقة الأولى.
توفى في ديسمبر عام 1970.

## انجاله
خالد بن محمد بن علي بن عبد الله ال ثاني، توفي صغيرًا.
عبد الرحمن بن محمد بن علي، توفي 1968،  له ولدان هما عبد الرحمن وسلمان.
خالد بن محمد بن علي  له عدة أولاد هم  حمـد ومحمـد وأحمـد.
حمـد بن محمد بن علي، توفي 1972
عبد العزيز بن محمد بن علي، توفي 1972
عبد الله بن محمد بن علي  له عدة أولاد هم  خالـد ومحمـد وأحمـد وغانم وسلطان وخليفة. والدته الشيخة ناعمة القاسمي (شقيقة حاكم الشارقة) يعتبر من أكبر تجار  
سعود بن محمد بن علي، توفي صغيرًا.
حسن بن محمد بن علي  له ولدان هما  محمـد وحمـد.
ناصر بن محمد بن علي له اربع أولاد هم  محمـد وطلال وعبد الرحمن وسلمان.
طلال بن محمد بن علي، توفي 1987
سعود بن محمد بن علي  توفى 2014 له ابن واحد هو  حمــد.